# Cannula (speleologia)

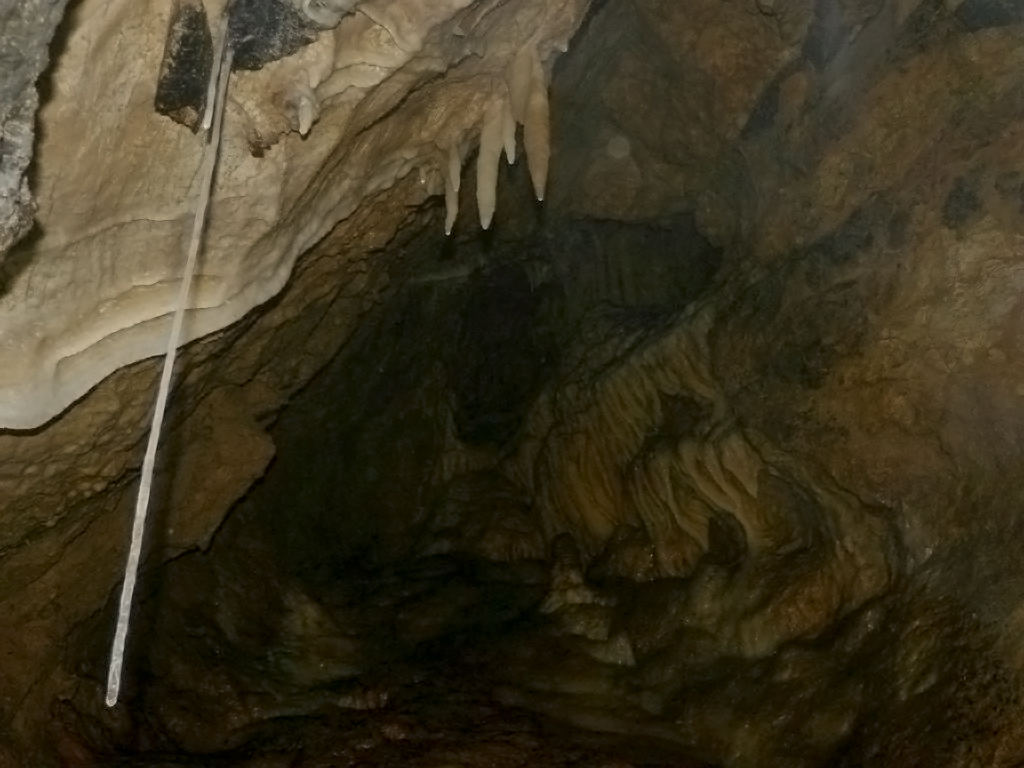
Cannula (speleotemi)

La cannula, detta anche "spaghetto", è una formazione calcarea che si forma solitamente sul soffitto di una cavità, grazie allo stillicidio. Il deposito di carbonato di calcio, presente in ogni goccia d'acqua, formerà una fragilissima cannuccia che, col passare del tempo, e grazie ad un continuo deposito di carbonato di calcio, formerà una stalattite.